# بيرل فاين
بيرل فاين (بول فين) (بالإنجليزية: Perle Fine)‏ (1905 – 1988)، رسّامة تعبيرية تجريدية أمريكية. اشتُهرت فاين بدمجها للسوائل وطلائها الكثيف من المواد واستخدامها لأشكال بيولوجية مليئة بالأشكال الهندسية غير المنتظمة ومتشابكة معها.

## سيرتها الذاتية
وُلدت فاين في بوسطن، ماساتشوستس كواحدة من ستة أطفال في عام 1905. كان والداها للتو قد هاجرا من روسيا. بدت مهتمةً بالفن في سنٍّ صغيرة. «التحقتُ بالمدرسة النحوية تقريبًا مع بداية الحرب العالمية الأولى... صممت عدة ملصقات وبدأت بالفوز بجوائز صغيرة حفزتني على المضي قدمًا، لذلك عندما تخرجت في الثانوية كنت أعرف جيدًا أنني أردت أن أكون فنانة». ارتادت فاين لفترة وجيزة مدرسة الفن العملي في بوسطن، حيث تعلمت تصميم إعلانات الصحف. تلقّت دروسها في الرسم التوضيحي والتصميم الغرافيكي في مدرسة الفن العملي في بوسطن. في أثناء ذلك، غطت تكاليف تعليمها في المدرسة من خلال عملها في مكتب أمين الصندوق في الحرم الجامعي. وذلك قبل ذهابها إلى مدينة نيويورك لالتحاقها لفترة وجيزة بالمدرسة المركزية الكبرى للفنون، حيث التقت بـ موريس بيريزوف وتزوجته في عام 1930. بينما كانت في نيويورك، درست أيضًا في رابطة طلاب الفن مع كيمون نيكولاديس. في أواخر ثلاثينيات القرن العشرين، بدأت بالدراسة مع هانس هوفمان في مدينة نيويورك بالإضافة إلى مدينة بروفينستاون، ماساتشوستس، ولطالما كانت تتَّبع نصائح هوفمان. انضمت فاين إلى مؤسسة الفنانون الأمريكيون التجريديون في بدايات أربعينيات القرن العشرين حيث لاقت دعمًا كبيرًا لأفكارها الفنية. «في منتصف أربعينيات القرن العشرين، عملت فاين في فرق فرانك لويد رايت وفرانك كراونينشيلد... كان عملها الفنيّ مملوكًا أيضًا لـ ألفرد بار، مدير متحف الفن الحديث، ولكلٍّ من إيملي هال وبرتون تريمين، جامعتين للفن الحديث من كونيتيكت. لعلَّ من أكثر اللحظات تميزًا في مسيرتها الفنية كانت تكليف إيملي وتريمين لها بتقديم تفسيرين للوحة الفنان بيت موندريان، فيكتوري بوجي ووجي، التي تُركت غير مكتملة بسبب وفاته في عام 1944.
في عام 1945، كان لـ فاين معرضها الفردي الأول في معرض ويلارد في شارع 57 الشرقي. سبق لفاين أن أدارت معرض إيست ريفر الواقع أيضًا في شارع 57 الشرقي من عام 1936 وحتى 1938. افتتحت فاين معرضها الخاص في عام 1940، لكن لاحقًا في عام 1946، قبلت عرضًا بالعمل لصالح كارل ننريندوف الذي كان معرضه مقابل شارع معرض ويلارد. تلقت فاين دعمًا هناك بحيث استطاعت أن ترسم بدوام كامل.

## وصلات خارجية
- الموقع الرسمي
- Perle Fine Abstract Expressionism-Artist of the 9th Street Art Exhibition على يوتيوب